# Sommer-Paralympics 2024/Teilnehmer (Deutschland)
| stlisierte Goldmedaille | stlisierte Silbermedaille | stlisierte Bronzemedaille |
| ----------------------- | ------------------------- | ------------------------- |
| 10                      | 14                        | 25                        |

Deutschland nominierte für die Paralympischen Spiele 2024 in Paris (28. August bis 8. September 2024) eine aus 143 Sportlern bestehende Mannschaft.
Zum aus 65 Frauen und 78 Männern bestehenden Aufgebot kamen fünf Guides in der Leichtathletik hinzu. Die deutsche Mannschaft war in 18 der 22 Sportarten vertreten. Insgesamt 57 Athleten feierten paralympische Premiere. Jüngste Teilnehmerin des Team Deutschland Paralympics war Paraschwimmerin Johanna Döhler mit 14 Jahren, die älteste war Dressursportlerin Heidemarie Dresing mit 69 Jahren. Erfahrenste Athletin war Speerwerferin Martina Willing, die 1992 in Barcelona ihre Paralympics-Premiere hatte und in Paris an ihren neunten Spielen teilnahm.

## Fahnenträger
Am 27. August 2024 gab der Deutsche Behindertensportverband (DBS) die Fahnenträger für die Eröffnungsfeier bekannt. Wie auch schon bei den vergangenen Paralympischen Sommerspielen in Tokio haben eine weibliche Athletin und ein männlicher Athlet gemeinsam das deutsche Team angeführt. Die Auswahl fiel auf Edina Müller (Kanutin) und Martin Schulz (Triathlet). Bei der Schlussfeier trugen Fechter Maurice Schmidt und Schwimmerin Elene Krawzow die deutsche Fahne. Beide gewannen je eine Goldmedaille.

## Medaillen

### Medaillenspiegel
| Rang   | Sportart            | Gold | Silber | Bronze | Gesamt |
| ------ | ------------------- | ---- | ------ | ------ | ------ |
| 1      | Schwimmen           | 4    | 3      | 3      | 10     |
| 2      | Schießen            | 2    | –      | –      | 2      |
| 3      | Leichtathletik      | 1    | 3      | 4      | 8      |
| 4      | Tischtennis         | 1    | 3      | 1      | 5      |
| 5      | Straßenradsport     | 1    | 1      | 3      | 5      |
| 6      | Rollstuhlfechten    | 1    | –      | –      | 1      |
| 7      | Reiten              | –    | 3      | 3      | 6      |
| 8      | Triathlon           | –    | 1      | 2      | 3      |
| 9      | Kanu                | –    | –      | 3      | 3      |
| 10     | Bahnradsport        | –    | –      | 2      | 2      |
| 11     | Badminton           | –    | –      | 1      | 1      |
| 11     | Judo                | –    | –      | 1      | 1      |
| 11     | Rollstuhlbasketball | –    | –      | 1      | 1      |
| 11     | Rudern              | –    | –      | 1      | 1      |
| Gesamt | Gesamt              | 10   | 14     | 25     | 49     |

### Medaillengewinner
| Name/n                                                    | Sportart            | Wettkampf                          |
| --------------------------------------------------------- | ------------------- | ---------------------------------- |
| Gold                                                      |                     |                                    |
| Markus Rehm                                               | Leichtathletik      | Weitsprung T64                     |
| Maurice Schmidt                                           | Rollstuhlfechten    | Säbel A                            |
| Natascha Hiltrop                                          | Schießen            | 50 m Gewehr Dreistellungskampf SH1 |
| Natascha Hiltrop                                          | Schießen            | 50 m Gewehr liegend SH1            |
| Elena Krawzow                                             | Schwimmen           | 100 m Brust SB12                   |
| Tanja Scholz                                              | Schwimmen           | 150 m Lagen SM4                    |
| Taliso Engel                                              | Schwimmen           | 100 m Brust SB13                   |
| Josia Topf                                                | Schwimmen           | 150 m Lagen SM3                    |
| Maike Hausberger                                          | Straßenradsport     | Einzelzeitfahren C1–2–3            |
| Sandra Mikolaschek                                        | Tischtennis         | Einzel WS4                         |
| Silber                                                    |                     |                                    |
| Johannes Floors                                           | Leichtathletik      | 400 m T62                          |
| Nele Moos                                                 | Leichtathletik      | Weitsprung T38                     |
| Niko Kappel                                               | Leichtathletik      | Kugelstoßen F41                    |
| Regine Mispelkamp                                         | Reiten              | Championship Test Grade V          |
| Regine Mispelkamp                                         | Reiten              | Kür Grade V                        |
| Anna-Lena Niehues                                         | Reiten              | Kür Grade IV                       |
| Tanja Scholz                                              | Schwimmen           | 50 m Freistil S4                   |
| Gina Böttcher                                             | Schwimmen           | 50 m Rücken S4                     |
| Josia Topf                                                | Schwimmen           | 50 m Rücken S3                     |
| Michael Teuber                                            | Straßenradsport     | Einzelzeitfahren C1                |
| Stephanie Grebe Juliane Wolf                              | Tischtennis         | Doppel WD14                        |
| Thomas Schmidberger                                       | Tischtennis         | Einzel MS3                         |
| Valentin Baus Thomas Schmidberger                         | Tischtennis         | Doppel MD8                         |
| Max Gelhaar                                               | Triathlon           | PTS3                               |
| Bronze                                                    |                     |                                    |
| Thomas Wandschneider                                      | Badminton           | Einzel WH1                         |
| Thomas Ulbricht                                           | Bahnradsport        | Einzelzeitfahren B                 |
| Maike Hausberger                                          | Bahnradsport        | Einzelzeitfahren C1–2–3            |
| Lennart Sass                                              | Judo                | Klasse bis 73 kg J1                |
| Edina Müller                                              | Kanu                | KL1                                |
| Anja Adler                                                | Kanu                | KL2                                |
| Felicia Laberer                                           | Kanu                | KL3                                |
| Katrin Müller-Rottgardt                                   | Leichtathletik      | 100 m T12                          |
| Felix Streng                                              | Leichtathletik      | 100 m T64                          |
| Irmgard Bensusan                                          | Leichtathletik      | 200 m T64                          |
| Lindy Ave                                                 | Leichtathletik      | 400 m T38                          |
| Heidemarie Dresing                                        | Reiten              | Kür Grade II                       |
| Anna-Lena Niehues                                         | Reiten              | Championship Test Grade IV         |
| Anna-Lena Niehues Regine Mispelkamp Heidemarie Dresing    | Reiten              | Mannschaft                         |
| Deutsche Rollstuhlbasketballnationalmannschaft der Herren | Rollstuhlbasketball | Herren-Turnier                     |
| Jan Helmich Hermine Krumbein                              | Rudern              | PR3 Doppelzweier                   |
| Mira Jeanne Maack                                         | Schwimmen           | 100 m Rücken S8                    |
| Josia Topf                                                | Schwimmen           | 50 m Freistil S3                   |
| Maurice Wetekam                                           | Schwimmen           | 100 m Brust SB9                    |
| Annika Zeyen-Giles                                        | Straßenradsport     | Einzelzeitfahren H1–2–3            |
| Annika Zeyen-Giles                                        | Straßenradsport     | Straßenrennen H1–2–3–4             |
| Matthias Schindler                                        | Straßenradsport     | Einzelzeitfahren C3                |
| Juliane Wolf                                              | Tischtennis         | Einzel WS8                         |
| Anja Renner                                               | Triathlon           | PTVI                               |
| Martin Schulz                                             | Triathlon           | PTS5                               |

## Teilnehmer nach Sportart

### Badminton
| Athleten                           | Wettbewerb   | Gruppenphase                    | Gruppenphase              | Gruppenphase | Gruppenphase | Viertelfinale | Viertelfinale | Halbfinale    | Halbfinale        | Finale/Platz 3 | Finale/Platz 3     | Rang   |
| Athleten                           | Wettbewerb   | Gegner                          | Ergebnis                  | Punkte       | Rang         | Gegner        | Ergebnis      | Gegner        | Ergebnis          | Gegner         | Ergebnis           | Rang   |
| ---------------------------------- | ------------ | ------------------------------- | ------------------------- | ------------ | ------------ | ------------- | ------------- | ------------- | ----------------- | -------------- | ------------------ | ------ |
| Männer                             |              |                                 |                           |              |              |               |               |               |                   |                |                    |        |
| Thomas Wandschneider               | Einzel WH1   | D. Toupé                        | 2:0 (21:12, 21:17)        | 2            | 1            | —             | —             | Qu Z. M.      | 0:2 (1:21, 10:21) | Jeong J.-g.    | 2:0 (26:24, 21:11) | Bronze |
| Thomas Wandschneider               | Einzel WH1   | Yang T.                         | 2:1 (24:22, 12:21, 21:16) | 2            | 1            | —             | —             | Qu Z. M.      | 0:2 (1:21, 10:21) | Jeong J.-g.    | 2:0 (26:24, 21:11) | Bronze |
| Rick Hellmann                      | Einzel WH2   | Mai J.                          | 1:2 (19:21, 21:9, 17:21)  | 0            | 3            | —             | —             | ausgeschieden | ausgeschieden     | ausgeschieden  | ausgeschieden      | 9      |
| Rick Hellmann                      | Einzel WH2   | Yu S.-y.                        | 1:2 (21:19, 17:21, 7:21)  | 0            | 3            | —             | —             | ausgeschieden | ausgeschieden     | ausgeschieden  | ausgeschieden      | 9      |
| Marcel Adam                        | Einzel SL4   | C. Nnanna                       | 0:2 (12:21, 15:21)        | 0            | 3            | —             | —             | ausgeschieden | ausgeschieden     | ausgeschieden  | ausgeschieden      | 9      |
| Marcel Adam                        | Einzel SL4   | F. Setiawan                     | 0:2 (4:21, 15:21)         | 0            | 3            | —             | —             | ausgeschieden | ausgeschieden     | ausgeschieden  | ausgeschieden      | 9      |
| Rick Hellmann Thomas Wandschneider | Doppel WH1–2 | Mai J. / Qu Z.                  | 0:2 (11:21, 17:21)        | 0            | 4            | —             | —             | ausgeschieden | ausgeschieden     | ausgeschieden  | ausgeschieden      | 7      |
| Rick Hellmann Thomas Wandschneider | Doppel WH1–2 | D. Kajiwara / H. Murayama       | 0:2 (15:21, 5:21)         | 0            | 4            | —             | —             | ausgeschieden | ausgeschieden     | ausgeschieden  | ausgeschieden      | 7      |
| Rick Hellmann Thomas Wandschneider | Doppel WH1–2 | N. A. Bin Noorlan / M. I. Ramli | 0:2 (19:21, 17:21)        | 0            | 4            | —             | —             | ausgeschieden | ausgeschieden     | ausgeschieden  | ausgeschieden      | 7      |

### Boccia
| Athleten        | Wettbewerb | Gruppenphase | Gruppenphase | Gruppenphase | Gruppenphase | Viertelfinale | Viertelfinale | Halbfinale    | Halbfinale    | Finale/Platz 3 | Finale/Platz 3 | Rang |
| Athleten        | Wettbewerb | Gegner       | Ergebnis     | Punkte       | Rang         | Gegner        | Ergebnis      | Gegner        | Ergebnis      | Gegner         | Ergebnis       | Rang |
| --------------- | ---------- | ------------ | ------------ | ------------ | ------------ | ------------- | ------------- | ------------- | ------------- | -------------- | -------------- | ---- |
| Frauen          |            |              |              |              |              |               |               |               |               |                |                |      |
| Anita Raguwaran | Einzel BC4 | A. Szabó     | 0:6          | 1            | 4            | ausgeschieden | ausgeschieden | ausgeschieden | ausgeschieden | ausgeschieden  | ausgeschieden  | 13   |
| Anita Raguwaran | Einzel BC4 | C. Oliveira  | 7:2          | 1            | 4            | ausgeschieden | ausgeschieden | ausgeschieden | ausgeschieden | ausgeschieden  | ausgeschieden  | 13   |
| Anita Raguwaran | Einzel BC4 | L. Teixeira  | 2:4          | 1            | 4            | ausgeschieden | ausgeschieden | ausgeschieden | ausgeschieden | ausgeschieden  | ausgeschieden  | 13   |
| Männer          |            |              |              |              |              |               |               |               |               |                |                |      |
| Boris Nicolai   | Einzel BC4 | E. Grisales  | 0:11         | 1            | 3            | ausgeschieden | ausgeschieden | ausgeschieden | ausgeschieden | ausgeschieden  | ausgeschieden  | 10   |
| Boris Nicolai   | Einzel BC4 | P. Larpyen   | 4:5          | 1            | 3            | ausgeschieden | ausgeschieden | ausgeschieden | ausgeschieden | ausgeschieden  | ausgeschieden  | 10   |
| Boris Nicolai   | Einzel BC4 | M. Allam     | 6:2          | 1            | 3            | ausgeschieden | ausgeschieden | ausgeschieden | ausgeschieden | ausgeschieden  | ausgeschieden  | 10   |

### Bogenschießen
| Athleten    | Wettbewerb     | Qualifikation | Qualifikation | 1. Runde  | 1. Runde | Achtelfinale | Achtelfinale | Viertelfinale | Viertelfinale | Halbfinale    | Halbfinale    | Rang |
| Athleten    | Wettbewerb     | Ringe         | Rang          | Gegner    | Ergebnis | Gegner       | Ergebnis     | Gegner        | Ergebnis      | Gegner        | Ergebnis      | Rang |
| ----------- | -------------- | ------------- | ------------- | --------- | -------- | ------------ | ------------ | ------------- | ------------- | ------------- | ------------- | ---- |
| Frauen      |                |               |               |           |          |              |              |               |               |               |               |      |
| Flora Kliem | Recurve Einzel | 578           | 11            | D. Campos | 6:2      | Ž. Lavrinc   | 4:6          | ausgeschieden | ausgeschieden | ausgeschieden | ausgeschieden | 9    |

### Judo
| Athleten            | Wettbewerb          | 1. Runde      | 1. Runde | 1. Hoffnungsrunde | 1. Hoffnungsrunde | Viertelfinale | Viertelfinale | 2. Hoffnungsrunde | 2. Hoffnungsrunde | Halbfinale    | Halbfinale    | Kampf um Gold/Bronze | Kampf um Gold/Bronze | Rang   |
| Athleten            | Wettbewerb          | Gegner        | Ergebnis | Gegner            | Ergebnis          | Gegner        | Ergebnis      | Gegner            | Ergebnis          | Gegner        | Ergebnis      | Gegner               | Ergebnis             | Rang   |
| ------------------- | ------------------- | ------------- | -------- | ----------------- | ----------------- | ------------- | ------------- | ----------------- | ----------------- | ------------- | ------------- | -------------------- | -------------------- | ------ |
| Frauen              |                     |               |          |                   |                   |               |               |                   |                   |               |               |                      |                      |        |
| Tabea Müller        | Klasse bis 48 kg J1 | —             | —        | —                 | —                 | E. Taşın      | 0:10          | R. Ledesma        | 0:11              | —             | —             | ausgeschieden        | ausgeschieden        | 7      |
| Isabell Thal        | Klasse bis 48 kg J2 | —             | —        | —                 | —                 | S. Martinet   | 0:11          | C. Brussig        | 10:0              | —             | —             | C. Eke               | 0:10                 | 5      |
| Ramona Brussig      | Klasse bis 57 kg J2 | D. Yeşilyurt  | 0:11     | ausgeschieden     | ausgeschieden     | ausgeschieden | ausgeschieden | ausgeschieden     | ausgeschieden     | ausgeschieden | ausgeschieden | ausgeschieden        | ausgeschieden        | 9      |
| Männer              |                     |               |          |                   |                   |               |               |                   |                   |               |               |                      |                      |        |
| Lennart Sass        | Klasse bis 73 kg J1 | —             | —        | —                 | —                 | D. Iafa       | 10:0          | —                 | —                 | J. Schamej    | 1:10          | S. Mamedow           | 10:0                 | Bronze |
| Nikolai Kornhaß     | Klasse bis 73 kg J2 | U. Kuranbajew | 0s2:10   | N. Petit          | 0:10              | ausgeschieden | ausgeschieden | ausgeschieden     | ausgeschieden     | ausgeschieden | ausgeschieden | ausgeschieden        | ausgeschieden        | 9      |
| Daniel-Rafael Goral | Klasse bis 90 kg J2 | —             | —        | —                 | —                 | D. Karomatow  | 0:11s2        | S. Cannizzaro     | 1:10              | —             | —             | ausgeschieden        | ausgeschieden        | 7      |

### Kanu
| Athleten        | Wettbewerb | Vorlauf | Vorlauf | Halbfinale | Halbfinale | A-/B-Finale | A-/B-Finale | Rang   |
| Athleten        | Wettbewerb | Zeit    | Rang    | Zeit       | Rang       | Zeit        | Rang        | Rang   |
| --------------- | ---------- | ------- | ------- | ---------- | ---------- | ----------- | ----------- | ------ |
| Frauen          |            |         |         |            |            |             |             |        |
| Edina Müller    | KL1 200 m  | 55,27 s | 2       | 57,10 s    | 1          | 53,13 s     | 3           | Bronze |
| Anja Adler      | KL2 200 m  | 54,99 s | 3       | 53,63 s    | 1          | 52,17 s     | 3           | Bronze |
| Felicia Laberer | KL3 200 m  | 50,23 s | 2       | 48,59 s    | 1          | 48,79 s     | 3           | Bronze |

### Leichtathletik
Laufen
| Athleten                                            | Wettbewerb   | Vorlauf      | Vorlauf | Halbfinale | Halbfinale | Finale         | Finale        | Rang   |
| Athleten                                            | Wettbewerb   | Zeit         | Rang    | Zeit       | Rang       | Zeit           | Rang          | Rang   |
| --------------------------------------------------- | ------------ | ------------ | ------- | ---------- | ---------- | -------------- | ------------- | ------ |
| Frauen                                              |              |              |         |            |            |                |               |        |
| Katrin Müller-Rottgardt Guide: Noël-Philippe Fiener | 100 m T12    | 12,32 s SB   | 1       | 12,26 s SB | 1          | 12,26 s =SB    | 3             | Bronze |
| Isabelle Foerder                                    | 100 m T35    | —            | —       | —          | —          | 16,36 s        | 8             | 8      |
| Nicole Nicoleitzik                                  | 100 m T36    | 14,95 s SB   | 6       | —          | —          | ausgeschieden  | ausgeschieden | 9      |
| Laura Burbulla                                      | 100 m T37    | 15,33 s SB   | 6       | —          | —          | ausgeschieden  | ausgeschieden | 10     |
| Lindy Ave                                           | 100 m T38    | 13,08 s SB   | 5       | —          | —          | ausgeschieden  | ausgeschieden | 11     |
| Friederike Brose                                    | 100 m T38    | 13,80 s      | 8       | —          | —          | ausgeschieden  | ausgeschieden | 16     |
| Nele Moos                                           | 100 m T38    | 13,38 s PB   | 7       | —          | —          | ausgeschieden  | ausgeschieden | 13     |
| Jule Roß                                            | 100 m T47    | 12,72 s PB   | 5       | —          | —          | ausgeschieden  | ausgeschieden | 11     |
| Kim Marie Vaske                                     | 100 m T47    | 13,22 s      | 8       | —          | —          | ausgeschieden  | ausgeschieden | 15     |
| Irmgard Bensusan                                    | 100 m T64    | 13,20 s      | 3       | —          | —          | 13,31 s        | 8             | 8      |
| Katrin Müller-Rottgardt Guide: Noël-Philippe Fiener | 200 m T12    | 25,20 s SB   | 1       | 25,15 s SB | 2          | ausgeschieden  | ausgeschieden | 5      |
| Isabelle Foerder                                    | 200 m T35    | —            | —       | —          | —          | 34,39 s        | 7             | 7      |
| Nicole Nicoleitzik                                  | 200 m T36    | 30,88 s      | 4       | —          | —          | 31,72 s        | 8             | 8      |
| Jule Roß                                            | 200 m T47    | 25,93 s PB   | 4       | —          | —          | ausgeschieden  | ausgeschieden | 10     |
| Kim Marie Vaske                                     | 200 m T47    | 27,17 s PB   | 4       | —          | —          | ausgeschieden  | ausgeschieden | 15     |
| Irmgard Bensusan                                    | 200 m T64    | 27,40 s      | 2       | —          | —          | 26,77 s SB     | 3             | Bronze |
| Lindy Ave                                           | 400 m T38    | 1:01,58 min  | 3       | —          | —          | 1:00,37 min SB | 3             | Bronze |
| Nele Moos                                           | 400 m T38    | 1:01,56 min  | 4       | —          | —          | 1:00,91 min PB | 7             | 7      |
| Jule Roß                                            | 400 m T47    | 1:01,08 min  | 4       | —          | —          | 59,47 s        | 8             | 8      |
| Merle Menje                                         | 800 m T54    | 1:52,83 min  | 6       | —          | —          | ausgeschieden  | ausgeschieden | 12     |
| Merle Menje                                         | 1500 m T54   | 3:21,86 min  | 6       | —          | —          | ausgeschieden  | ausgeschieden | 11     |
| Merle Menje                                         | 5000 m T54   | 12:44,17 min | 2       | —          | —          | 11:49,97 min   | 7             | 7      |
| Merle Menje                                         | Marathon T54 | —            | —       | —          | —          | 1:55:54 h      | 9             | 9      |
| Männer                                              |              |              |         |            |            |                |               |        |
| Marcel Böttger Guide: Alexander Kosenkow            | 100 m T11    | 11,34 s      | 2       | 11,36 s    | 3          | ausgeschieden  | ausgeschieden | 7      |
| Max Marzillier                                      | 100 m T13    | 11,46 s      | 5       | —          | —          | ausgeschieden  | ausgeschieden | 11     |
| Phil Grolla                                         | 100 m T47    | 10,94 s      | 6       | —          | —          | ausgeschieden  | ausgeschieden | 10     |
| Léon Schäfer                                        | 100 m T63    | 12,11 s      | 1       | —          | —          | 12,12 s        | 4             | 4      |
| Johannes Floors                                     | 100 m T64    | 10,92 s      | 2       | —          | —          | 10,85 s        | 4             | 4      |
| Felix Streng                                        | 100 m T64    | 10,79 s      | 2       | —          | —          | 10,77 s        | 3             | Bronze |
| Felix Streng                                        | 200 m T64    | 22,31 s      | 2       | —          | —          | DQ             | DQ            | DQ     |
| Max Marzillier                                      | 400 m T13    | —            | —       | —          | —          | 50,49 s        | 6             | 6      |
| Johannes Floors                                     | 400 m T62    | —            | —       | —          | —          | 46,90 s SB     | 2             | Silber |

Springen und Werfen
| Athleten                | Wettbewerb      | Finale     | Finale | Rang   |
| Athleten                | Wettbewerb      | Weite      | Rang   | Rang   |
| ----------------------- | --------------- | ---------- | ------ | ------ |
| Frauen                  |                 |            |        |        |
| Katrin Müller-Rottgardt | Weitsprung T12  | 4,91 m     | 5      | 5      |
| Laura Burbulla          | Weitsprung T37  | 3,95 m     | 7      | 7      |
| Friederike Brose        | Weitsprung T38  | 4,35 m     | 9      | 9      |
| Nele Moos               | Weitsprung T38  | 5,13 m PB  | 2      | Silber |
| Jule Roß                | Weitsprung T47  | 4,84 m     | 11     | 11     |
| Charleen Kosche         | Kugelstoßen F34 | 7,22 m     | 6      | 6      |
| Kim Marie Vaske         | Kugelstoßen F46 | 9,04 m     | 15     | 15     |
| Lisa Martin Wagner      | Kugelstoßen F64 | 10,56 m PB | 7      | 7      |
| Frances Herrmann        | Speerwurf F34   | 17,18 m    | 5      | 5      |
| Lise Petersen           | Speerwurf F46   | 36,62 m    | 8      | 8      |
| Martina Willing         | Speerwurf F56   | 18,96 m    | 6      | 6      |
| Männer                  |                 |            |        |        |
| Andreas Walser          | Weitsprung T12  | 6,73 m SB  | 6      | 6      |
| Léon Schäfer            | Weitsprung T63  | 6,93 m     | 4      | 4      |
| Noah Bodelier           | Weitsprung T64  | 6,98 m     | 6      | 6      |
| Markus Rehm             | Weitsprung T64  | 8,13 m     | 1      | Gold   |
| Yannis Fischer          | Kugelstoßen F40 | 10,56 m    | 6      | 6      |
| Niko Kappel             | Kugelstoßen F41 | 13,74 m    | 2      | Silber |

### Radsport

#### Straße
| Athleten           | Wettbewerb              | Zeit         | Rang   |
| ------------------ | ----------------------- | ------------ | ------ |
| Frauen             |                         |              |        |
| Andrea Eskau       | Einzelzeitfahren H4–5   | 26:35,88 min | 6      |
| Andrea Eskau       | Straßenrennen H5        | 1:52:47 h    | 4      |
| Maike Hausberger   | Einzelzeitfahren C1–2–3 | 21:30,45 min | Gold   |
| Maike Hausberger   | Straßenrennen C1–2–3    | 1:45:14 h    | 9      |
| Jana Majunke       | Einzelzeitfahren T1–2   | 29:40,76 min | 5      |
| Jana Majunke       | Straßenrennen T1–2      | 1:00:24 h    | 4      |
| Annika Zeyen-Giles | Einzelzeitfahren H1–2–3 | 25:30,84 min | Bronze |
| Annika Zeyen-Giles | Straßenrennen H1–2–3–4  | 56:15 min    | Bronze |
| Männer             |                         |              |        |
| Maximilian Jäger   | Einzelzeitfahren T1–2   | 25:15,36 min | 8      |
| Maximilian Jäger   | Straßenrennen T1–2      | 1:17:09 h    | 4      |
| Matthias Schindler | Einzelzeitfahren C3     | 39:21,35 min | Bronze |
| Matthias Schindler | Straßenrennen C1–2–3    | 1:50:24 h    | 11     |
| Pierre Senska      | Einzelzeitfahren C1     | 21:58,34 min | 4      |
| Pierre Senska      | Straßenrennen C1–2–3    | DNF          | DNF    |
| Michael Teuber     | Einzelzeitfahren C1     | 21:18,14 min | Silber |
| Michael Teuber     | Straßenrennen C1–2–3    | 1:58:07 h    | 19     |

#### Bahn
| Athleten                                 | Wettbewerb             | Qualifikation | Qualifikation | Finals         | Finals        | Rang   |
| Athleten                                 | Wettbewerb             | Zeit          | Rang          | Gegner         | Zeit          | Rang   |
| ---------------------------------------- | ---------------------- | ------------- | ------------- | -------------- | ------------- | ------ |
| Frauen                                   |                        |               |               |                |               |        |
| Maike Hausberger                         | Einerverfolgung C1–2–3 | 3:49,444 min  | 3             | F. Rigling     | 3:50,985 min  | 4      |
| Maike Hausberger                         | Zeitfahren C1–2–3      | 38,462 s      | 3             | —              | 38,358 s      | Bronze |
| Männer                                   |                        |               |               |                |               |        |
| Pierre Senska                            | Einerverfolgung C1     | 3:45,973 min  | 4             | R. Ten Argilés | 3:50,973 min  | 4      |
| Pierre Senska                            | Zeitfahren C1–2–3      | 1:11,449 min  | 10            | ausgeschieden  | ausgeschieden | 10     |
| Thomas Ulbricht Pilot: Robert Förstemann | Einerverfolgung B      | 5:21,994 min  | 11            | ausgeschieden  | ausgeschieden | 11     |
| Thomas Ulbricht Pilot: Robert Förstemann | Zeitfahren B           | 59,480 s      | 1             | —              | 59,862 s      | Bronze |

### Reiten
| Athleten                                                                                                   | Wettbewerb(e)              | Punkte/Prozent | Rang   |
| --- | -------------------------- | -------------- | ------ |
| Heidemarie Dresing mit Dooloop                                                                             | Championship Test Grade II | 73,103 %       | 4      |
| Heidemarie Dresing mit Dooloop                                                                             | Kür Grade II               | 76,127 %       | Bronze |
| Regine Mispelkamp mit Highlander Delight's                                                                 | Championship Test Grade V  | 73,231 %       | Silber |
| Regine Mispelkamp mit Highlander Delight's                                                                 | Kür Grade V                | 79,550 %       | Silber |
| Anna-Lena Niehues mit Quimbaya 6                                                                           | Championship Test Grade IV | 75,222 %       | Bronze |
| Anna-Lena Niehues mit Quimbaya 6                                                                           | Kür Grade IV               | 80,900 %       | Silber |
| Isabell Nowak mit Siracusa OLD                                                                             | Championship Test Grade V  | 71,282 %       | 4      |
| Isabell Nowak mit Siracusa OLD                                                                             | Kür Grade V                | 73,540 %       | 4      |
| Heidemarie Dresing mit Dooloop Regine Mispelkamp mit Highlander's Delight Anna-Lena Niehues mit Quimbaya 6 | Mannschaft                 | 223,751 %      | Bronze |

### Rollstuhlbasketball
| Wettbewerb                        | Frauen | Männer |
| --------------------------------- | --- | --- |
| Athleten                          | Mareike Miller Svenja Erni Catharina Weiß Anne Patzwald Nathalie Passiwan Amanda Fanariotis Lisa Bergenthal Maya Lindholm Svenja Mayer Lilly-Rose Sellak Marie Kier Vanessa Erskine | Alexander Budde Aljaksandr Halouski Julian Lammering Jan Haller Jan Sadler Jens-Eike Albrecht Lukas Gloßner Matthias Güntner Nico Dreimüller Thomas Böhme Tobias Hell Thomas Reier |
| Trainer                           | Dirk Passiwan | Michael Engel |
| Gruppenphase                      | Vereinigte Staaten (44:73) Japan (67:55) Niederlande (48:68) | Großbritannien (55:76) Frankreich (72:64) Kanada (52:68) |
| Viertelfinale                     | Kanada (53:71) | Spanien (57:49) |
| Platzierungsspiel/Halbfinale      | Spanien (51:45) | Großbritannien (43:71) |
| Spiel um Platz 5/Spiel um Platz 3 | Großbritannien (39:48) | Kanada (75:62) |
| Rang                              | 6. | Bronze |

### Rollstuhlfechten
| Athleten        | Wettbewerb | 1. Runde      | 1. Runde | 1. Hoffnungsrunde | 1. Hoffnungsrunde | Viertelfinale | Viertelfinale | 2. Hoffnungsrunde | 2. Hoffnungsrunde | 3. Hoffnungsrunde | 3. Hoffnungsrunde | Halbfinale    | Halbfinale    | 4. Hoffnungsrunde | 4. Hoffnungsrunde | Kampf um Gold/Bronze | Kampf um Gold/Bronze | Rang |
| Athleten        | Wettbewerb | Gegner        | Ergebnis | Gegner            | Ergebnis          | Gegner        | Ergebnis      | Gegner            | Ergebnis          | Gegner            | Ergebnis          | Gegner        | Ergebnis      | Gegner            | Ergebnis          | Gegner               | Ergebnis             | Rang |
| --------------- | ---------- | ------------- | -------- | ----------------- | ----------------- | ------------- | ------------- | ----------------- | ----------------- | ----------------- | ----------------- | ------------- | ------------- | ----------------- | ----------------- | -------------------- | -------------------- | ---- |
| Männer          |            |               |          |                   |                   |               |               |                   |                   |                   |                   |               |               |                   |                   |                      |                      |      |
| Maurice Schmidt | Degen A    | A. Manko      | 7:15     | D. Pender         | 15:13             | —             | —             | M. Dei Rossi      | 11:15             | ausgeschieden     | ausgeschieden     | ausgeschieden | ausgeschieden | ausgeschieden     | ausgeschieden     | ausgeschieden        | ausgeschieden        | 9    |
| Maurice Schmidt | Säbel A    | W. Schoonover | 15:3     | —                 | —                 | R. Osváth     | 15:10         | —                 | —                 | —                 | —                 | Tian J.       | 15:12         | —                 | —                 | P. Gilliver          | 15:8                 | Gold |

### Rollstuhlrugby
| Wettbewerb            | Mixed |
| --------------------- | --- |
| Athleten              | Marco Herbst Josco Wilke Christian Riedel Britta Kripke Steffen Wecke Michael Volter Jens Sauerbier Maximilian Stolz Florian Bongard Mascha Mosel Moritz Brückner Justus Heinrich |
| Trainer               | Christoph Werner |
| Gruppenphase          | Japan (44:55) Kanada (47:54) Vereinigte Staaten (47:57) |
| Platzierungsspiel 5–8 | Frankreich (48:54) |
| Spiel um Platz 7      | Dänemark (49:56) |
| Rang                  | 8. |

### Rollstuhltennis
| Athleten         | Wettbewerb | 1. Runde    | 1. Runde | Achtelfinale  | Achtelfinale  | Viertelfinale | Viertelfinale | Halbfinale    | Halbfinale    | Finale / Platz 3 | Finale / Platz 3 | Rang |
| Athleten         | Wettbewerb | Gegner      | Ergebnis | Gegner        | Ergebnis      | Gegner        | Ergebnis      | Gegner        | Ergebnis      | Gegner           | Ergebnis         | Rang |
| ---------------- | ---------- | ----------- | -------- | ------------- | ------------- | ------------- | ------------- | ------------- | ------------- | ---------------- | ---------------- | ---- |
| Frauen           |            |             |          |               |               |               |               |               |               |                  |                  |      |
| Katharina Krüger | Einzel     | D. de Groot | 1:6, 0:6 | ausgeschieden | ausgeschieden | ausgeschieden | ausgeschieden | ausgeschieden | ausgeschieden | ausgeschieden    | ausgeschieden    | 17   |

### Rudern
| Athleten                                                                     | Wettbewerb                      | Vorlauf     | Vorlauf | Hoffnungslauf | Hoffnungslauf | Finale      | Finale | Rang   |
| Athleten                                                                     | Wettbewerb                      | Zeit (min)  | Rang    | Zeit (min)    | Rang          | Zeit (min)  | Rang   | Rang   |
| ---------------------------------------------------------------------------- | ------------------------------- | ----------- | ------- | ------------- | ------------- | ----------- | ------ | ------ |
| Männer                                                                       |                                 |             |         |               |               |             |        |        |
| Marcus Klemp                                                                 | PR1 Einer                       | 9:26,88 min | 4       | 9:36,29 min   | 3             | 9:47,43 min | 1      | 7      |
| Mixed                                                                        |                                 |             |         |               |               |             |        |        |
| Jan Helmich Hermine Krumbein                                                 | PR3 Doppelzweier                | 7:12,07 min | 1       | —             | —             | 7:28,31 min | 3      | Bronze |
| Susanne Lackner Marc Lembeck Valentin Luz Kathrin Marchand Inga Thöne (Stf.) | PR3 Vierer mit Steuermann/-frau | 6:56,84 min | 2       | —             | —             | 7:03,17 min | 4      | 4      |

### Schießen
| Athleten         | Wettbewerb                  | Qualifikation   | Qualifikation | Finale          | Finale        | Rang |
| Athleten         | Wettbewerb                  | Ringe/ Scheiben | Rang          | Ringe/ Scheiben | Rang          | Rang |
| ---------------- | --------------------------- | --------------- | ------------- | --------------- | ------------- | ---- |
| Frauen           |                             |                 |               |                 |               |      |
| Natascha Hiltrop | 50 m Dreistellungskampf SH1 | 1160            | 6             | 456,5           | 1             | Gold |
| Männer           |                             |                 |               |                 |               |      |
| Tobias Meyer     | 10 m Luftpistole SH1        | 558             | 15            | ausgeschieden   | ausgeschieden | 15   |
| Mixed            |                             |                 |               |                 |               |      |
| Tobias Meyer     | 50 m Pistole SH1            | 530             | 13            | ausgeschieden   | ausgeschieden | 13   |
| Natascha Hiltrop | 10 m Luftgewehr liegend SH1 | 633,6           | 9             | ausgeschieden   | ausgeschieden | 9    |
| Tjark Liestmann  | 10 m Luftgewehr liegend SH1 | 632,5           | 13            | ausgeschieden   | ausgeschieden | 13   |
| Moritz Möbius    | 10 m Luftgewehr liegend SH2 | 628,9           | 31            | ausgeschieden   | ausgeschieden | 31   |
| Natascha Hiltrop | 50 m Gewehr liegend SH1     | 626,3           | 2             | 250,2 PR        | 1             | Gold |
| Cliff Junker     | 50 m Gewehr liegend SH1     | 608,1           | 34            | ausgeschieden   | ausgeschieden | 34   |
| Moritz Möbius    | 50 m Gewehr liegend SH2     | 619,9           | 14            | ausgeschieden   | ausgeschieden | 14   |

### Schwimmen
| Athleten            | Wettbewerb              | Vorlauf         | Vorlauf         | Finale          | Finale          | Rang            |
| Athleten            | Wettbewerb              | Zeit            | Rang            | Zeit            | Rang            | Rang            |
| ------------------- | ----------------------- | --------------- | --------------- | --------------- | --------------- | --------------- |
| Frauen              |                         |                 |                 |                 |                 |                 |
| Gina Böttcher       | 100 m Freistil S5       | 1:33,28 min     | 11              | ausgeschieden   | ausgeschieden   | 11              |
| Gina Böttcher       | 50 m Rücken S4          | —               | —               | 51,40 s         | 2               | Silber          |
| Gina Böttcher       | 50 m Brust SB3          | 1:12,89 min     | 11              | ausgeschieden   | ausgeschieden   | 11              |
| Gina Böttcher       | 150 m Lagen SM4         | 2:58,49 min     | 3               | 2:57,44 min     | 4               | 4               |
| Johanna Döhler      | 400 m Freistil S13      | 5:10,84 min     | 9               | ausgeschieden   | ausgeschieden   | 9               |
| Johanna Döhler      | 100 m Brust SB13        | 1:30,47 min     | 10              | ausgeschieden   | ausgeschieden   | 10              |
| Johanna Döhler      | 200 m Lagen SM13        | 2:51,33 min     | 12              | ausgeschieden   | ausgeschieden   | 12              |
| Elena Krawzow       | 50 m Freistil S13       | 28,18 s         | 7               | 27,98 s         | 6               | 6               |
| Elena Krawzow       | 100 m Brust SB12        | 1:13,19 min PR  | 1               | 1:12,54 min WR  | 1               | Gold            |
| Mira Jeanne Maack   | 400 m Freistil S8       | 5:19,92 min     | 9               | ausgeschieden   | ausgeschieden   | 9               |
| Mira Jeanne Maack   | 100 m Rücken S8         | 1:19,69 min     | 3               | 1:18,36 min     | 3               | Bronze          |
| Mira Jeanne Maack   | 200 m Lagen SM8         | 3:05,39 min     | 12              | ausgeschieden   | ausgeschieden   | 12              |
| Tanja Scholz        | 50 m Freistil S4        | 40,99 s         | 3               | 40,75 s         | 2               | Silber          |
| Tanja Scholz        | 100 m Freistil S5       | 1:25,78 min PR  | 5               | 1:27,07 min     | 6               | 6               |
| Tanja Scholz        | 200 m Freistil S5       | 3:08,53 min PR  | 8               | 3:10,27 min     | 8               | 8               |
| Tanja Scholz        | 150 m Lagen SM4         | 2:55,89 min     | 2               | 2:51,31 min PR  | 1               | Gold            |
| Verena Schott       | 50 m Freistil S6        | 38,92 s         | 12              | ausgeschieden   | ausgeschieden   | 12              |
| Verena Schott       | 100 m Rücken S6         | 1:31,38 min     | 7               | 1:31,71 min     | 7               | 7               |
| Verena Schott       | 100 m Brust SB5         | 1:53,87 min     | 6               | 1:49,35 min     | 5               | 5               |
| Verena Schott       | 50 m Schmetterling S6   | 41,07 s         | 10              | ausgeschieden   | ausgeschieden   | 10              |
| Verena Schott       | 200 m Lagen SM6         | 3:21,73 min     | 7               | 3:15,11 min     | 7               | 7               |
| Naomi Maike Schwarz | 50 m Freistil S13       | 28,81 s         | 14              | ausgeschieden   | ausgeschieden   | 14              |
| Naomi Maike Schwarz | 100 m Freistil S12      | 1:02,99 min     | 5               | 1:02,73 min     | 7               | 7               |
| Naomi Maike Schwarz | 100 m Rücken S12        | 1:16,97 min     | 8               | 1:15,08 min     | 8               | 8               |
| Männer              |                         |                 |                 |                 |                 |                 |
| Malte Braunschweig  | 50 m Freistil S9        | 26,56 s         | 13              | ausgeschieden   | ausgeschieden   | 13              |
| Malte Braunschweig  | 100 m Schmetterling S9  | 1:02,02 min     | 8               | 1:01,29 min     | 6               | 6               |
| Taliso Engel        | 50 m Freistil S13       | 24,72 s         | 11              | ausgeschieden   | ausgeschieden   | 11              |
| Taliso Engel        | 100 m Brust SB13        | 1:01,84 min WR  | 1               | 1:01,90 min     | 1               | Gold            |
| Taliso Engel        | 200 m Lagen SM13        | Disqualifiziert | Disqualifiziert | Disqualifiziert | Disqualifiziert | Disqualifiziert |
| Philip Hebmüller    | 100 m Rücken S13        | 1:05,88 min     | 13              | ausgeschieden   | ausgeschieden   | 13              |
| Philip Hebmüller    | 100 m Brust SB13        | 1:11,15 min     | 10              | ausgeschieden   | ausgeschieden   | 10              |
| Philip Hebmüller    | 100 m Schmetterling S13 | 1:01,48 min     | 12              | ausgeschieden   | ausgeschieden   | 12              |
| Philip Hebmüller    | 200 m Lagen SM13        | 2:20,25 min     | 9               | ausgeschieden   | ausgeschieden   | 9               |
| Josia Topf          | 50 m Freistil S3        | 49,11 s         | 5               | 45,61 s         | 3               | Bronze          |
| Josia Topf          | 200 m Freistil S3       | 3:51,11 min     | 6               | 3:41,04 min     | 5               | 5               |
| Josia Topf          | 50 m Rücken S3          | 49,14 s         | 3               | 47,06 s         | 2               | Silber          |
| Josia Topf          | 150 m Lagen SM3         | 3:11,99 min     | 2               | 3:00,16 min     | 1               | Gold            |
| Maurice Wetekam     | 100 m Brust SB9         | 1:07,79 min     | 2               | 1:07,04 min     | 3               | Bronze          |
| Maurice Wetekam     | 200 m Lagen SM9         | 2:21,71 min     | 4               | 2:20,60 min     | 6               | 6               |

### Sitzvolleyball
| Wettbewerb       | Männer |
| ---------------- | --- |
| Athleten         | Lukas Schiwy Alexander Schiffler Magnus Fischer Stefan Hähnlein Thomas Renger Torben Schiewe Dominik Albrecht Francis Tonleu Mathis Tigler Jürgen Schrapp Heiko Wiesenthal Florian Singer |
| Trainer          | Christoph Herzog |
| Gruppenphase     | Brasilien 3:0 (25:16, 31:29, 25:19) Ukraine 3:1 (25:14, 22:25, 25:17, 25:18) Iran 0:3 (16:25, 13:25, 16:25)                                                                               |
| Halbfinale       | Bosnien und Herzegowina 0:3 (23:25, 6:25, 29:31) |
| Spiel um Platz 3 | Ägypten 2:3 (22:25, 25:23, 23:25, 25:23, 10:15) |
| Rang             | 4. |

### Tischtennis
| Athleten                          | Wettbewerb  | 1. Runde                    | 1. Runde | Achtelfinale                | Achtelfinale  | Viertelfinale              | Viertelfinale | Halbfinale             | Halbfinale    | Finale            | Finale        | Rang   |
| Athleten                          | Wettbewerb  | Gegner                      | Erg.     | Gegner                      | Erg.          | Gegner                     | Erg.          | Gegner                 | Erg.          | Gegner            | Erg.          | Rang   |
| --------------------------------- | ----------- | --------------------------- | -------- | --------------------------- | ------------- | -------------------------- | ------------- | ---------------------- | ------------- | ----------------- | ------------- | ------ |
| Frauen                            |             |                             |          |                             |               |                            |               |                        |               |                   |               |        |
| Jana Spegel                       | Einzel C1–2 | —                           | —        | O. Soliman                  | 3:0           | Seo S.-y.                  | 0:3           | ausgeschieden          | ausgeschieden | ausgeschieden     | ausgeschieden | 5      |
| Sandra Mikolaschek                | Einzel C4   | —                           | —        | —                           | —             | F. Vautier                 | 3:0           | Gu X.                  | 3:0           | B. Perić-Ranković | 3:1           | Gold   |
| Stephanie Grebe                   | Einzel C6   | —                           | —        | —                           | —             | M. Alijewa                 | 0:3           | ausgeschieden          | ausgeschieden | ausgeschieden     | ausgeschieden | 5      |
| Juliane Wolf                      | Einzel C8   | —                           | —        | —                           | —             | Z. Arsóy                   | 3:1           | A. Dahlen              | 0:3           | ausgeschieden     | ausgeschieden | Bronze |
| Sandra Mikolaschek Jana Spegel    | Doppel WD10 | —                           | —        | Kang O.-j. / Lee M.-g.      | 2:3           | ausgeschieden              | ausgeschieden | ausgeschieden          | ausgeschieden | ausgeschieden     | ausgeschieden | 9      |
| Stephanie Grebe Juliane Wolf      | Doppel WD14 | —                           | —        | —                           | —             | M. Caillaud / L. Hautiere  | 3:1           | A. Dahlen / M. Tveiten | 3:2           | Huang W. / Jin Y. | 1:3           | Silber |
| Männer                            |             |                             |          |                             |               |                            |               |                        |               |                   |               |        |
| Thomas Brüchle                    | Einzel C3   | —                           | —        | E. Rodríguez                | 3:0           | Feng P.                    | 1:3           | ausgeschieden          | ausgeschieden | ausgeschieden     | ausgeschieden | 5      |
| Thomas Schmidberger               | Einzel C3   | —                           | —        | W. Petruniw                 | 3:1           | F. Merrien                 | 3:0           | Y. Glinbancheun        | 3:0           | Feng P.           | 0:3           | Silber |
| Valentin Baus                     | Einzel C5   | —                           | —        | —                           | —             | A. Öztürk                  | 2:3           | ausgeschieden          | ausgeschieden | ausgeschieden     | ausgeschieden | 5      |
| Thomas Rau                        | Einzel C6   | —                           | —        | Chen C.                     | 3:0           | P. Rosenmeier              | 2:3           | ausgeschieden          | ausgeschieden | ausgeschieden     | ausgeschieden | 5      |
| Björn Schnake                     | Einzel C7   | —                           | —        | Liao K.                     | 3:0           | W. Bayley                  | 1:3           | ausgeschieden          | ausgeschieden | ausgeschieden     | ausgeschieden | 5      |
| Valentin Baus Thomas Schmidberger | Doppel MD8  | —                           | —        | F. Nacházel / P. Svatoš     | 3:0           | Liu F. / Zhai X.           | 3:2           | A. Öztürk / N. Turan   | 3:2           | Cao N. / Feng P.  | 0:3           | Silber |
| Thomas Rau Björn Schnake          | Doppel MD14 | —                           | —        | W. Bayley / M. Perry        | 0:3           | ausgeschieden              | ausgeschieden | ausgeschieden          | ausgeschieden | ausgeschieden     | ausgeschieden | 9      |
| Mixed                             |             |                             |          |                             |               |                            |               |                        |               |                   |               |        |
| Valentin Baus Jana Spegel         | Doppel XD7  | —                           | —        | Kim Y.-g. / Lee M.-g.       | 1:3           | ausgeschieden              | ausgeschieden | ausgeschieden          | ausgeschieden | ausgeschieden     | ausgeschieden | 9      |
| Thomas Brüchle Sandra Mikolaschek | Doppel XD7  | —                           | —        | T. Matthews / M. Shackleton | 3:0           | Y. Glinbancheun / W. Jaion | 2:3           | ausgeschieden          | ausgeschieden | ausgeschieden     | ausgeschieden | 5      |
| Thomas Rau Juliane Wolf           | Doppel XD17 | B. Zohil / M. Lučić         | 0:3      | ausgeschieden               | ausgeschieden | ausgeschieden              | ausgeschieden | ausgeschieden          | ausgeschieden | ausgeschieden     | ausgeschieden | 17     |
| Björn Schnake Stephanie Grebe     | Doppel XD17 | J. P. Montanus / K. van Zon | 0:3      | ausgeschieden               | ausgeschieden | ausgeschieden              | ausgeschieden | ausgeschieden          | ausgeschieden | ausgeschieden     | ausgeschieden | 17     |

### Triathlon
| Athleten                        | Wettbewerb | Zeit      | Rang   |
| ------------------------------- | ---------- | --------- | ------ |
| Frauen                          |            |           |        |
| Neele Ludwig                    | PTS2       | 1:29:28 h | 8      |
| Elke van Engelen                | PTS4       | 1:21:10 h | 10     |
| Anja Renner Guide: Maria Paulig | PTSVI      | 1:08:21 h | Bronze |
| Männer                          |            |           |        |
| Max Gelhaar                     | PTS3       | 1:08:43 h | Silber |
| Martin Schulz                   | PTS5       | 59:19 min | Bronze |